# Onthophagus adelaidae
Onthophagus adelaidae là một loài bọ cánh cứng trong họ Bọ hung (Scarabaeidae).